# Diacrisia
Diacrisia är ett släkte av fjärilar som beskrevs av Jacob Hübner 1819. Diacrisia ingår i familjen björnspinnare.
Släktet innehåller bara arten Diacrisia sannio.

## Bildgalleri

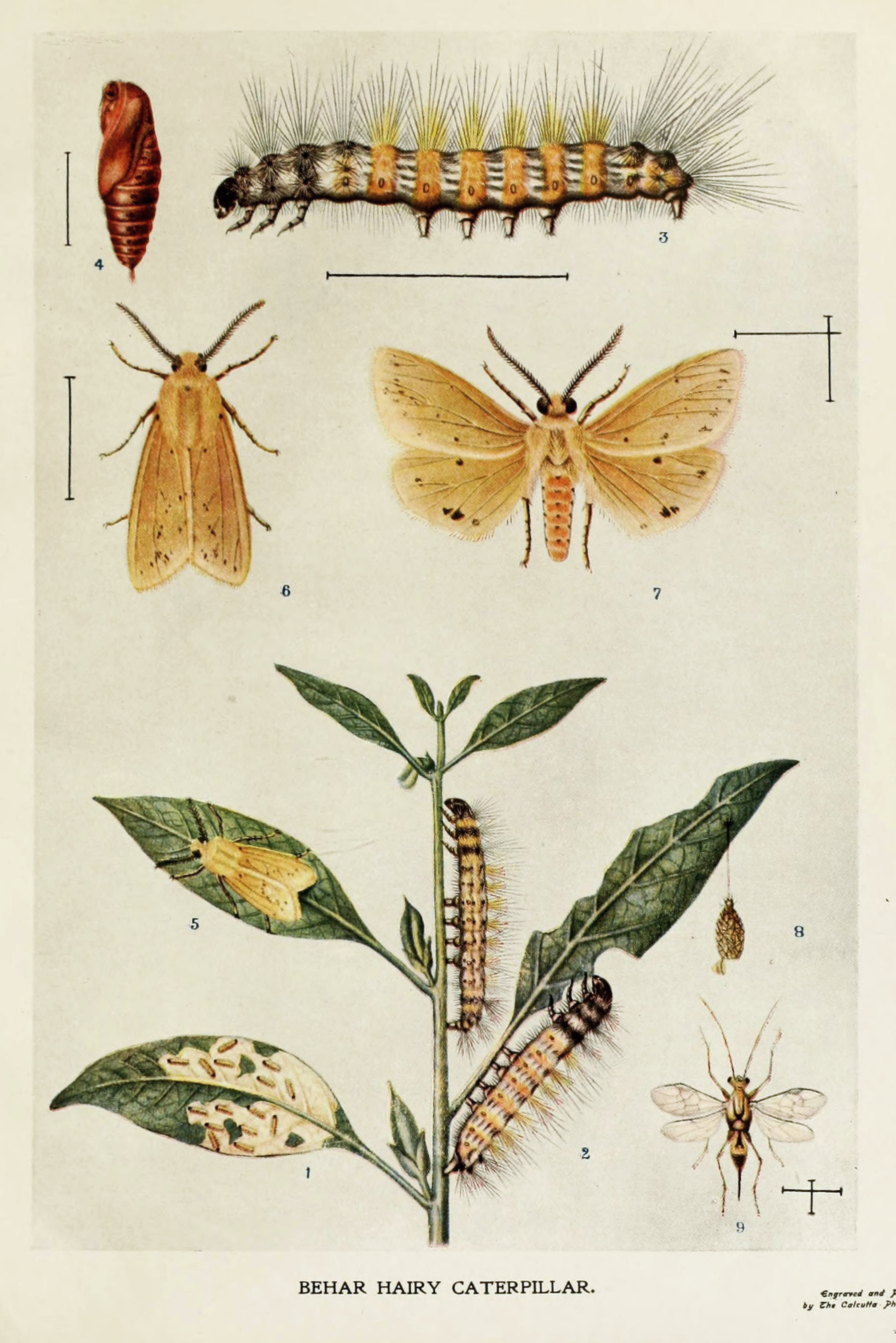